# Kami Garcia
Kami García (Washington, D. C., 25 de marzo de 1972) es un escritora estadounidense. Es conocida por escribir ficción para jóvenes adultos y novelas gráficas de DC Comics.

## Biografía
Se crio en el área de Washington, D. C y reside en Los Ángeles, California. García es profesora y especialista en lectura, con una carrera en educación. También es coordinadora de grupos de lectura para niños y adolescentes. Enseñó en el área de Washington D. C hasta que se mudó a Los Ángeles. Además de la enseñanza, es una artista profesional.

## Carrera

### La sagaCaster Chronicles
García fue coautora, junto con su amiga Margaret Stohl, de la saga Caster Chronicles comenzando con Hermosas Criaturas. La saga se compone de cuatro libros y una novela corta. Por lo general se clasifica como ficción de fantasía para jóvenes, con particular interés en los adolescentes. Está ambientada en la ficticia pequeña localidad de Gatlin, Carolina del Sur, en el Sur de Estados Unidos, y cuenta la historia de amigos brujas (llamados "Caster" en los libros) y muchas otras criaturas mágicas en un pequeño pueblo.
El primer libro, Hermosas Criaturas, alcanzó el estatus de bestseller internacional y está en la lista de los más vendidos del New York Times  Fue publicado en 50 países y traducido a 39 idiomas. Se realizó la adaptación cinematográfica Beautiful Creatures en 2013 y también ha sido adaptada a novela gráfica.

### Novelas gráficas
García y el artista brasileño Gabriel Picolo han creado tres novelas gráficas juveniles de los Jóvenes Titanes para DC Comics. Las novelas gráficas han contado historias sobre los personajes de Teen Titans Raven y Beast Boy.

## Vida personal
Está casada con Alex García, productor de videojuegos. Tienen dos hijos juntos.

### Novelas
- Corazones hermosos rotos (2018)

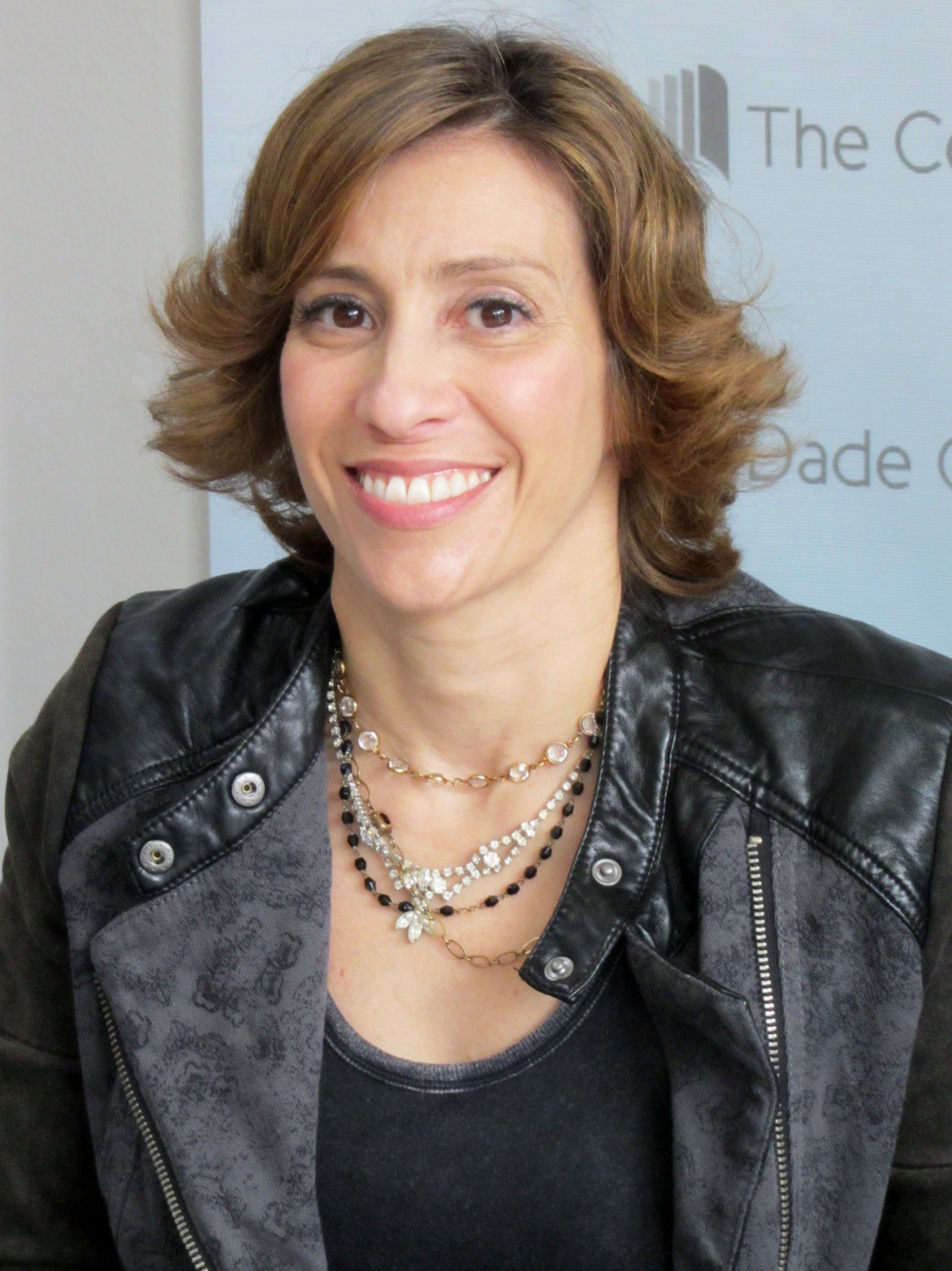
García en la Feria Internacional del Libro de Miami 2014

- Los orígenes de Expediente X: Agente del caos
- El encantador imprudente (2016)

#### SagaCaster Chronicles
1. Hermosas criaturas (2009) ISBN 978-0-316-23168-8
2. Hermosa oscuridad (2010) ISBN 978-0-316-12917-6
3. Dream Dark (2011) solo novela electrónica[5]
4. Hermoso caos (2011) ISBN 978-0-316-19306-1
5. Hermosa redención (2012) ISBN 978-0-316-21460-5

#### SagaCriaturas peligrosas(spin-off deCaster Chronicles)
1. Dangerous Dream (2013) solo novela electrónica[6]
2. Criaturas peligrosas (2014) ISBN 978-0-316-37031-8
3. Engaño peligroso (2015) ISBN 978-0-316-38363-9

#### SagaLegion
1. Unmarked. Little, Brown Books for Young Readers. 30 de septiembre de 2014. ISBN 978-0-316-21022-5.[7]

### Relatos cortos
- "Red Run" publicado en Enthralled: Paranormal Diversions 2011ISBN 978-0-062-01579-2[8]
- "Futuros improbables"

### Novelas gráficas

#### Jóvenes Titanes
- Jóvenes Titanes: Raven (2019)[9]
- Jóvenes Titanes: Beast Boy (2020)[10]
- Teen Titans: Beast Boy Loves Raven (2021)

### Cómics
- "Joker / Harley: Criminal Sanity # 1"
- "Joker / Harley: Criminal Sanity # 2"